# Экономические реформы в России (1990-е годы)

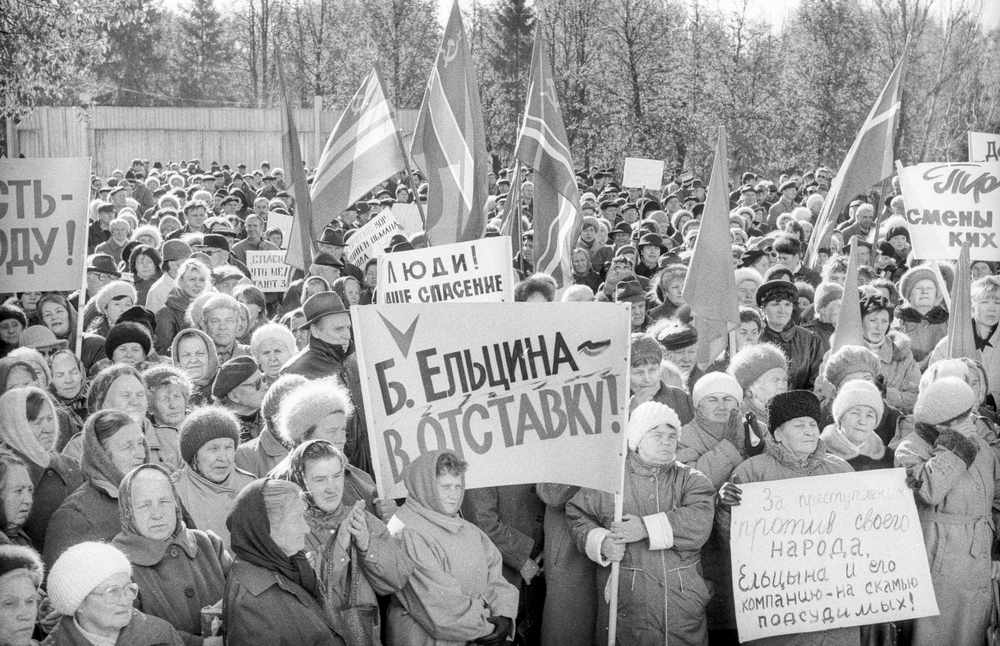
Митинг в рамках Всероссийской акции протеста профсоюзов «Нет — губительным экономическим реформам», 1998 год. Лозунги на плакатах: «Б. Ельцина — в отставку!», «За преступления против своего народа, Ельцина и его компанию — на скамью подсудимых!»

Экономические реформы в России, проводившиеся в 1990-х годах в Российской Федерации, включали либерализацию цен, либерализацию внешней торговли и приватизацию бывших союзных госпредприятий.

## Предыстория и предпосылки реформ
В 1960-х—1980-х годах СССР наращивал объёмы добычи и экспорта нефти и газа. Экспорт нефти и нефтепродуктов вырос с 75,7 млн тонн в 1965 году до 193,5 млн тонн в 1985 году; экспорт в долларовую зону составил 36,6 и 80,7 млн тонн, соответственно. По утверждению М. В. Славкиной, полученная в результате экспорта валютная выручка использовалась преимущественно не для модернизации экономики (приобретения высоких технологий или переоснащения оборудования), а для импорта продовольствия и товаров народного потребления. Как утверждает М. В. Славкина, импортные закупки зерна, мяса, одежды и обуви забирали более 50 % (в отдельные годы до 90 %) валютной выручки (по утверждению С. Г. Кара-Мурзы, импорт продовольствия составлял не более 7 % суммарного импорта). Доля импортного оборудования в промышленности СССР, по данным В. Шлыкова, в 1990 году была 20 %.
Секретарь ЦК КПСС В. А. Медведев в 1994 году писал, что к 1989 году развился «настоящий экономический кризис», оказавший значительное влияние на потребительский рынок со сбоем поставок продовольствия и ажиотажным спросом населения, в том числе на продукты первой необходимости.
После августовского путча КПСС потеряла власть, через несколько месяцев СССР прекратил своё существование. В середине ноября 1991 года Ельцин возглавил первое правительство реформ в России, после чего подписал пакет из десяти президентских указов и правительственных распоряжений, которые намечали конкретные шаги в сторону рыночной экономики. В конце ноября 1991 года Россией были взяты обязательства по долгам СССР.
Ряд учёных в начале девяностых предупреждали об опасности наступления в результате проведения рыночных реформ «варварского капитализма», по меньшей мере в ближайшие годы. В 1990—1991 годах было создано несколько программ проведения экономических реформ в СССР и России. Это программа «500 дней» Г. А. Явлинского, «Программа стабилизации экономики и перехода к рыночным отношениям в РСФСР», представленная Верховному Совету РСФСР И. С. Силаевым, и подготовленная группой Н. А. Чуканова программа «Предельно радикальная экономическая реформа». Гавриил Попов в интервью 2010 года отмечал, что «после победы над путчем (ГКЧП — Прим.), когда Ельцин принял гайдаровский вариант преобразований в экономике… В окончательном варианте реформ были по максимуму учтены интересы номенклатуры. И интересы Запада. Потому что без помощи Запада Ельцин и новая власть в целом удержаться бы не смогли».
Как отмечал идеолог рыночных реформ Егор Гайдар, описывая ситуацию середины 1980-х годов: «Нам казалось, что советская экономика относительно самостоятельна и именно поэтому устойчива. На самом деле она к середине 80-х годов была сильно интегрирована в мировую и крайне от неё зависела. Причём в кооперации огромную роль играли экспорт нефти и импорт продовольствия»
К 1990 году продовольственный кризис начал вступать в острую фазу. Всё острее ощущался дефицит товаров первой необходимости, возникали большие очереди. Обострение ситуации находит своё отражение и в многочисленных отчётах в центральных органах управления. Так, например, в марте 1991 года первый заместитель министра Минхлебпродукта РСФСР А. Куделя предоставлял республиканскому правительству отчёт о тяжёлой ситуации с поставками хлеба и, что «в сложившейся ситуации» необходимо «срочно решить вопрос об источниках оплаты предусмотренного к закупкам импортного зерна и поставке его в РСФСР в апреле-мае не менее 4 млн тонн ежемесячно». Всё больше поступает и писем с мест с информацией о напряжённой ситуации со снабжением продовольствием
В ноябре-декабре 1991 года на имя президента Б. Ельцина поступило несколько телеграмм с информацией о тяжёлом положении с продовольствием на местах. Так, например, о непосредственной опасности срыва снабжения населения хлебом пишут из Екатеринбурга. В декабре 1991 года Госкомстат, например, сообщает о фактическом провале поставок овощей: «Только пятая часть предусмотренных госзаказом объёмов картофеля поставлена в г. Санкт-Петербург, Республику Карелия, Волгоградскую область. Ни одной тонны его не отгружено в Красноярский край. Срывают поставки картофеля в эти регионы Новгородская, Псковская, Тульская, Тверская, Смоленская области, Татарская ССР. В г. Москву отгружено чеснока 12 % от предусмотренных объёмов, лука — 31 %, в г. Санкт-Петербург свёклы — 23 %, лука 2,4 %». Именно в таких сложных условиях начались рыночные экономические реформы. Вместе с тем экс-председатель Совета министров СССР Н. И. Рыжков в 2010 году заявил, что дефицит преднамеренно создавался некоторыми представителями власти (в частности, по его словам, Ельцин инициировал одновременный ремонт 24 табачных фабрик, что спровоцировало дефицит табака). По мнению академика РАН В. М. Полтеровича, дефицит товаров, наблюдавшийся в конце 1991 года, был «в значительной мере порождён ожиданием будущих изменений, в частности, резкого повышения цен в результате либерализации, о которой было фактически объявлено ещё в октябре 1991».
Экс-министр финансов России А. Л. Кудрин в своей статье («Вопросы экономики», 2007) весь постсоветский период указывает как период реформ, «отправной точкой которых можно считать либерализацию цен в начале 1992 г.»

## Хронология
- 28 октября 1991 — на V съезде народных депутатов РСФСР Ельцин объявляет о переходе к рынку с января 1992 года.
- 6 ноября 1991 — Ельцин формирует новое правительство, которое должно воплотить в жизнь грядущие реформы. Во главе правительства Ельцин встаёт сам, а первым заместителем назначает не имеющего широкой известности учёного-экономиста, убеждённого рыночника Е. Т. Гайдара. Новым председателем Госкомимущества России стал ленинградский экономист Анатолий Чубайс.
- 19 декабря 1991 — постановление Правительства РСФСР № 55 «О мерах по либерализации цен».
- 1 января 1992 — либерализация цен[18], гиперинфляция, начало ваучерной приватизации.
- 29 января 1992 — Указ о свободе торговли.
- 11 июня 1992 — постановлением Верховного Совета Российской Федерации № 2980-I утверждена «Государственная программа приватизации государственных и муниципальных предприятий в Российской Федерации на 1992 г.».
- июль-сентябрь 1993 — падение темпов инфляции, отмена рубля СССР (денежная реформа).
- ноябрь-декабрь 1995 — приватизация крупнейших государственных предприятий путём залоговых аукционов.
- 1 января 1998 — 1000-кратная деноминация рубля.
- с 17 августа 1998 — экономический кризис, дефолт по внутренним обязательствам (ГКО, ОФЗ), четырёхкратный обвал курса рубля.

## Либерализация

### Либерализация цен

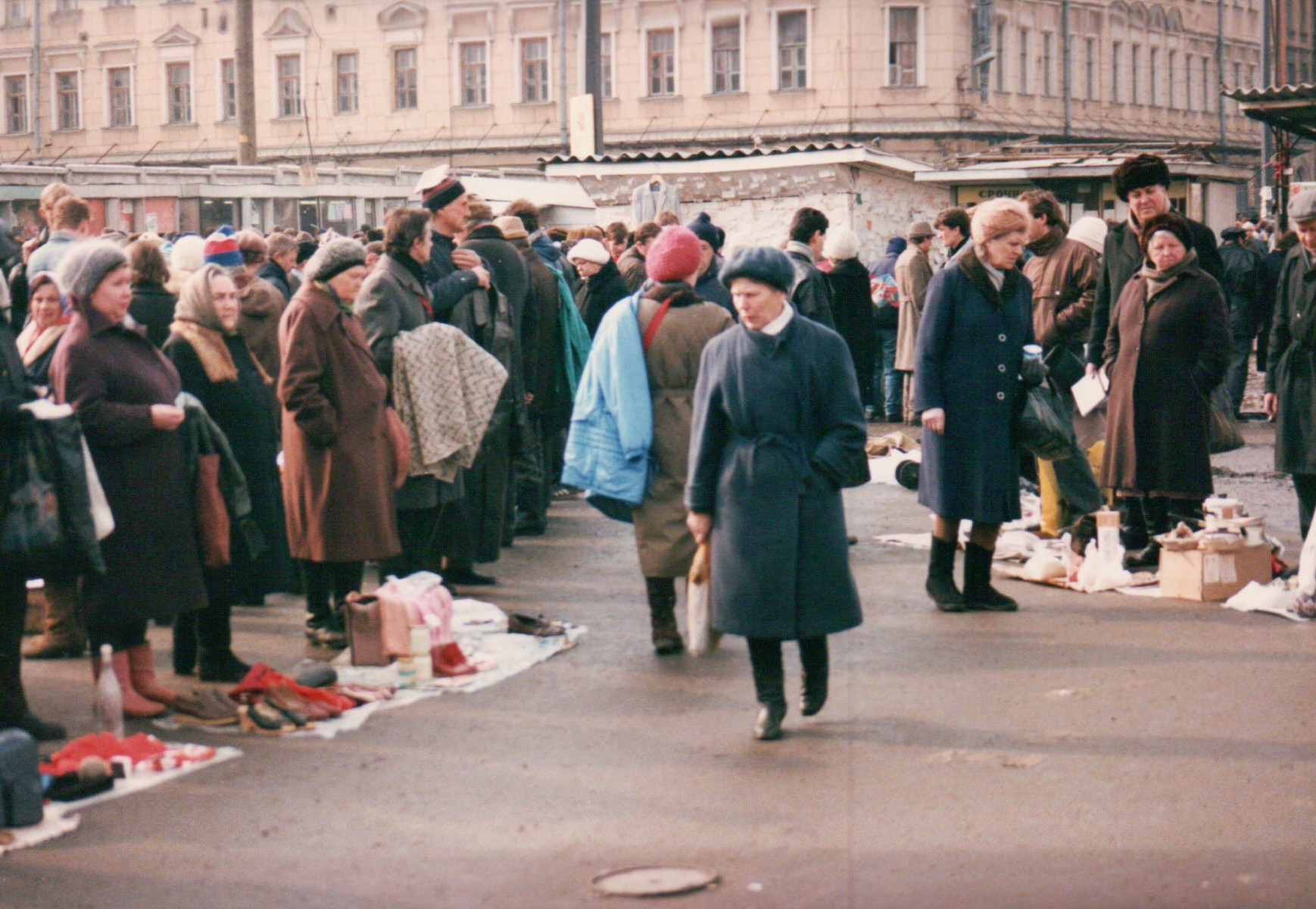
Уличный рынок в Ростове-на Дону, 1992 год

В начале 1992 года в стране начала проводиться радикальная экономическая реформа, в частности, 2 января 1992 года вступил в силу Указ Президента РСФСР «О мерах по либерализации цен». Уже в первые месяцы года рынок стал наполняться потребительскими товарами, но монетарная политика эмиссии денег (в том числе и в бывших союзных республиках:142-148).
В среднем по России за 1992 год розничные цены увеличились в 26,1 раза, а денежные доходы населения — только в 11,4 раза.
По мнению академика РАН Н. П. Шмелёва, Егор Гайдар фактически ограбил страну тем, что не ввёл инфляционный коэффициент на вклады в сберегательных кассах. По словам Шмелёва, была возможность через акционирование предприятий распродать основные фонды самим предприятиям и работникам, это позволило бы наполнить предприятия оборудованием: «Не отнимать, а потом делить между мошенниками, а дать людям через акционирование гораздо больше».
Экономика, вышедшая из-под контроля правительства, страдала от финансовых спекуляций, падения курса рубля по отношению к твёрдой валюте. Кризис неплатежей и замена денежных расчётов бартером ухудшали общее состояние хозяйства страны. Результаты реформ стали очевидны к середине 1990-х годов. С одной стороны, в России начала формироваться многоукладная рыночная экономика, улучшились политические и экономические связи со странами Запада, в законодательстве впервые была отражена политика защиты прав и свобод человека (которая на деле фактически отсутствовала). Но в 1991—1996 годах ВВП и промышленное производство упали более чем на 20 %, уровень жизни большинства населения резко снизился, инвестиции за 1991—1998 годы упали на 70 %.
Разрушение советского государственного аппарата регулирования цен и либерализация цен привели к огромным диспаритетам в ценах и финансовом положении предприятий и отраслей. В условиях практически полной монополизации производства либерализация цен фактически привела к смене органов, которые их устанавливают: вместо государственного комитета этим стали заниматься сами монопольные структуры, следствием чего являлось резкое повышение цен и одновременное снижение объёмов производства. Таким образом проявился типично монопольный эффект. В результате государственная система ценообразования была фактически заменена не рыночной, а монопольной, свойством которой является повышенный уровень рентабельности при низком объёме выпуска продукции, что, в свою очередь, приводит к ускорению инфляции и к сокращению производства.
Либерализация цен привела к галопирующей инфляции, росту неплатежей, обесценению заработной платы, обесценению доходов и сбережений населения, росту безработицы, а также к значительному усилению проблемы нерегулярности выплаты заработков.
Вследствие либерализации цен к середине 1992 года российские предприятия остались практически без оборотных средств.
Либерализация цен привела к тому, что рост цен значительно обогнал рост денежной массы, следствием чего являлось её реальное сжатие. Так, за 1992—1998 годы индекс-дефлятор ВВП и индекс потребительских цен выросли примерно в 2400 раз, в то же время агрегат денежной массы М2 увеличился примерно в 280 раз. В результате «реальная» денежная масса сократилась в 8 с лишним раз. При этом не произошло такого же увеличения скорости оборачиваемости денег, что могло бы компенсировать сжатие. Положение усугублялось тем, что в результате приватизации на денежную массу легла дополнительная нагрузка по обслуживанию акций, облигаций и т. п., которые ранее не являлись объектами сделок. Вследствие этих процессов к 2000 году денежная масса стала составлять около 15 % ВВП, при том, что в странах с переходной экономикой она составляла тогда 25—30 % ВВП, а в развитых странах — 60—100 % ВВП. При нехватке денег они стали настолько дорогими, что реальный сектор экономики оказался оголён от финансовых ресурсов. Отсутствие денег в экономике также ускорило развитие других негативных процессов: падения экономического роста, восполнения недостающей денежной массы суррогатами и усиления натурализации обмена (бартерных операций).

### Наполнение рынка товарами
Товарный дефицит после либерализации цен в январе 1992 года частично сохранялся еще какое-то время. Так, в 1992 году по предварительной записи продавались мебель, телевизоры и другие подобные товары. В августе 1992 года в свободной продаже часто не было также утюгов, стиральных машин, электрических чайников, пылесосов, холодильников, школьных тетрадей, лезвий для бритья, чайной посуды. При этом широкое распространение уличной торговли и торговли на рынках сопровождалось деградацией магазинов. Так, в Москве проверка в универсаме выявила продажу в одном отделе расфасованных сухарей, муки, а также сигарет и средств от тараканов. В ряде столичных булочных наряду с хлебом торговали обувью, одеждой и табачными изделиями. Это приводило к росту затрат времени на приобретение товаров, что вызывало недовольство граждан. Активизации товарных потоков и наполнению рынка товарами способствовала деятельность так называемых «челноков», ввозивших импортные товары. Привезенные ими товары продавались, в основном, с рук, в палатках и на рынках. В целом происходило наращивание импорта продовольствия и промышленных потребительских товаров. Удельный вес импорта в общем объеме товарных ресурсов в 1991 году составлял 14%, в 1994 — 39%, в 1995 — уже 54% (эти данные официальной статистики вряд ли полностью включали импорт товаров «челноками»). В сентябре 1996 года опрос ВЦИОМ показал, что улучшение продовольственного снабжения респонденты считали одной из самых значительных перемен после 1985 года: с показателем в 29% она занимала третье место, уступая свободе слова и свободе вероисповедания. При этом насыщение рынка за счет наращивания импорта, а не собственного производства, порождало новые проблемы — трудности предприятий со сбытом своей продукции..

### Либерализация внешней торговли
В 1992 году одновременно с либерализацией внутренних цен была произведена либерализация внешней торговли. Она была осуществлена задолго до того, как внутренние цены пришли к равновесным значениям. Как следствие, продажа некоторых сырьевых ресурсов (нефти, цветных металлов, топлива) в условиях низких экспортных тарифов, разницы внутренних и мировых цен, слабого контроля на таможне, стала сверхприбыльной. Как писал академик РАН В. М. Полтерович, при такой доходности внешних операций с сырьём, инвестиции в развитие производства потеряли смысл, а «целью стало получение доступа к внешнеторговым операциям». По мнению В. М. Полтеровича, «это способствовало росту коррупции и преступности, росту неравенства, повышению внутренних цен и спаду производства». Другим следствием либерализации торговли стал поток дешёвых импортных потребительских товаров, устремившийся на российский рынок. Этот поток привёл к обрушению отечественной лёгкой промышленности, которая к 1998 году стала производить менее 10 % от уровня до начала реформ. Сотрудник ИЭОПП СО РАН, чл.-корр. РАН экономист-исследователь В. И. Суслов отмечал, что ставившиеся ими в 90-е годы модельные эксперименты показывали, что происходившая либерализация внешней торговли делает экономику открытой, при этом многие отечественные отрасли не выдерживают конкуренции с соответствующими отраслями развитых стран, что ведёт к обширному вымыванию их из структуры народного хозяйства, прежде всего страдает обрабатывающая, лёгкая и пищевая промышленность, где и произошло значительное падение производства, как это известно теперь; помочь отечественной экономике могли бы протекционистские меры, но приняты они не были.

### Оценки результатов либерализации

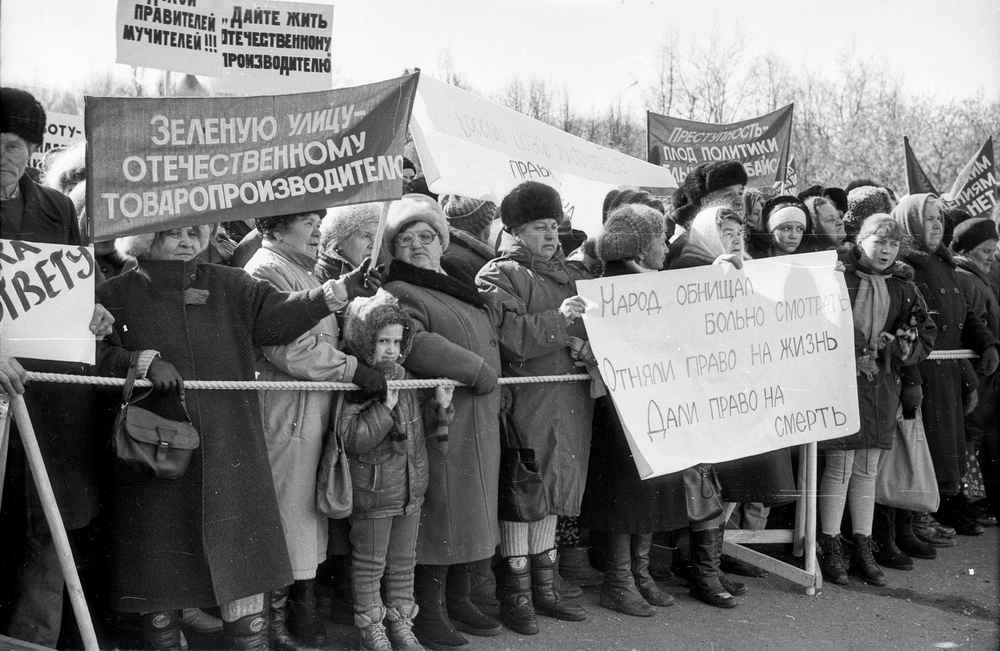
Митинг в Переславле-Залесском в 1997 году. Лозунги на плакатах: «Зелёную улицу — отечественному товаропроизводителю», «Народ обнищал, больно смотреть: отняли право на жизнь, дали право на смерть», «Преступность — плод политики Ельцина, Чубайса», «Долой правителей-мучителей!», «Дайте жить отечественному производителю»

Сторонники Гайдара считают, что при всей неоднозначности последствий экономических реформ в 1992 году его правительству удалось достигнуть запуска рыночных механизмов и наполнить продовольственные рынки (сторонники реформ отмечали существование до этого угрозы голода, противники их — отрицали). Либеральный экономист и министр экономики в ельцинском правительстве Евгений Ясин считал, что либерализация запускает механизмы структурной перестройки экономики. Эта перестройка, по его мнению, неизбежно сопровождается кризисом и спадом, закрытием неконкурентоспособных производств. Однако новые цены реально отражают спрос и стимулируют переход ресурсов, высвободившихся из планового хозяйства, в конкурентоспособные отрасли. Во второй фазе перестройки, полагает Ясин, начинается реконструкция и подъём производств, рост доходов и инвестиций.
По мнению сторонников реформ, положительные последствия перехода к рыночной системе имели долгосрочный эффект. В том числе сам Егор Гайдар писал в конце 1990-х годов, что в полной мере эффект реформ станет очевиден только к 2005 году. Так, в статье бывшего сотрудника МВФ, экономиста Олега Гаврилишина, на основе сравнения результатов рыночных реформ в разных странах, утверждается, что негативные эффекты перехода к рынку не следует связывать с либерализацией, наоборот, эти последствия в России усилились из-за прерванного характера «шоковой терапии» и незавершённой финансовой стабилизации. Гаврилишин пишет, что «наилучший путь с точки зрения институционального развития — не медлить с либерализацией. Страны, уже на первом этапе предпринявшие быстрые шаги по макроэкономической стабилизации и либерализации, построили и более совершенные институты».

## Приватизация
Стоимость основных фондов всей промышленности РСФСР по состоянию на 1990 год оценивается в 1,1 трлн долл. США.
3 июля 1991 года Верховный Совет РСФСР принял закон «О приватизации государственных и муниципальных предприятий в РСФСР», в статье 17 которого было записано: «определение начальной цены для продажи предприятия по конкурсу (на аукционе) или величины уставного капитала акционерного общества» должно производиться «на основании оценки предприятия по его предполагаемой доходности (в случае его сохранения)». Вопреки этому Госкомимущество с января 1992 года стало разрабатывать методику оценки приватизируемых предприятий по остаточной стоимости их имущества без учёта инфляции. В результате многие предприятия были проданы по ценам, в десятки раз меньшим их реальной стоимости.
Летом 1992 года началось осуществление программы приватизации. К тому времени в результате проведённой либерализации цен российские предприятия остались практически без оборотных средств. Реформаторы стремились провести приватизацию максимально быстро, потому что главной целью приватизации они видели не создание эффективной системы хозяйствования, а формирование слоя собственников как социальной опоры реформ. «Обвальный» характер приватизации предопределил её практически бесплатный характер и массовые нарушения базовых прав человека.
В 1990-х годах ряд крупнейших российских предприятий были приватизированы на залоговых аукционах и перешли в руки новых владельцев по ценам, многократно заниженным по сравнению с их реальной стоимостью. Около 145 тыс. государственных предприятий было передано новым владельцам по в десятки тысяч раз заниженной общей стоимости всего около 1 млрд долларов. Из 500 крупнейших российских предприятий примерно 80 % были проданы по цене менее 8 млн долларов каждое.
В результате приватизации в России сформировался класс так называемых «олигархов». В то же время появилось колоссальное (более 70 % от населения России в 1993 году) количество людей, живущих ниже уровня бедности по среднемировым меркам.
Одним из основных аргументов за приватизацию и ликвидацию структур хозяйственного управления в СССР и в России были слишком большие размеры предприятий, а также монополизация и централизация советской экономики. Ради демонополизации любому входящему в объединение предприятию было разрешено приватизироваться отдельно от этого объединения. Как правило, это приводило к тяжким негативным последствиям.
Подавляющее большинство населения России негативно относится к итогам приватизации. Как показывают данные нескольких социологических опросов, около 80 % россиян считают её нелегитимной и выступают за полный или частичный пересмотр её итогов. Около 90 % россиян придерживаются мнения, что приватизация проводилась нечестно и крупные состояния нажиты нечестным путём (с этой точкой зрения согласны 72 % предпринимателей). Как отмечают исследователи, в российском обществе сложилось устойчивое, «почти консенсусное» неприятие приватизации и образованной на её основе крупной частной собственности.

## Результаты реформ

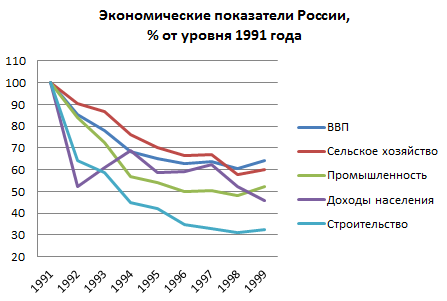
Динамика экономических показателей России в 1991—1999 годах, в % к уровню 1991 года

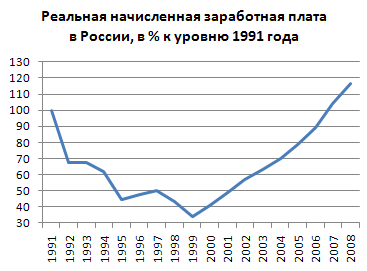
Динамика реальной начисленной заработной платы в России в 1991—2008 годах, в % к уровню 1991 года

- В результате реформы 1990-х годов в России не была создана полноценная рыночная экономика[40]. Созданная экономическая система скорее носила черты государственного капитализма, её называют, в частности, «квазирыночной». По мнению академика РАН А. Д. Некипелова, особенностями данной системы, созданной в результате максимальной либерализации экономической деятельности, произвольного распределения госсобственности, финансовой стабилизации за счёт жёсткого ограничения совокупного спроса, были «беспрецедентная натурализация хозяйственной деятельности, устойчивое значительное превышение процентной ставкой уровня отдачи капитала в реальном секторе и неизбежная в этих условиях ориентация всей экономики на финансово-торговые спекуляции и растаскивание ранее созданного богатства, хронический фискальный кризис, вызванный возникновением „дурной последовательности“: „дефицит бюджета — сокращение государственных расходов — спад производства и разрастание неплатежей — сокращение налоговых поступлений — дефицит бюджета“»[41].
- Под влиянием гиперинфляции произошла глубокая деформация всех стоимостных пропорций и соотношения цен на продукцию отдельных отраслей, изменившая стоимостные основания финансовой, бюджетной и кредитно-денежной системы. Индекс потребительских цен с 1992 по 1995 год увеличился в 1187 раз, а номинальная зарплата — в 616 раз. Тарифы на грузовые перевозки увеличились за те годы в 9,3 тыс. раз, а индекс цен реализации продукции сельского хозяйства производителями продукции повысился всего в 780 раз, в 4,5 раз меньше, чем в промышленности. Неравновесие доходов и расходов достигло за годы преобразований такого уровня, что механизм неплатежей перестал справляться с его сбалансированием[42].
- Заметное обеднение практически большинства населения России в начале 1990-х годов: жизненный уровень основной массы населения снизился по многим характеристикам в 1,5—2 раза — до показателей 60—70-х годов[43]. Как отмечал в 2002 году академик Д. С. Львов, зарплата в реальном исчислении сократилась с 410 рублей (1990 год) до 168 рублей (2000 год)[44].
- Структура промышленного производства за годы преобразований также изменилась. Произошло снижение наукоёмких производств, техническая деградация экономики, свёртывание современных технологий[45]. За 15 лет, прошедших с начала рыночных реформ в России, один из наиболее существенных спадов по сравнению с другими отраслями промышленности испытало судостроение[46].
- При переходе к рыночной экономике появился рынок труда, увеличилась безработица. По методологии Международной организации труда (МОТ), на начало 2003 года безработными были 7,1 % экономически активного населения (без учёта скрытой безработицы). Разрыв между минимальными и максимальными уровнями безработицы по регионам составил 36 раз.
- В конце 1998 и начале 1999 годов обозначилась тенденция к экономическому росту. После девальвации августа 1998 года была резко снижена конкурентоспособность импорта, что увеличило спрос на отечественные товары пищевой промышленности и других отраслей. Важнейшим фактором экономического роста являлся рост объёмов производства на всех предприятиях топливно-энергетического комплекса, где стремились компенсировать убытки от падения цен на мировых рынках — экспорт по стоимости сокращался в течение 1998 года, в физических объёмах — увеличивался.
- Либерализация ценообразования сняла проблемы товарного дефицита конца 1980-х, но вызвала снижение жизненного уровня большинства населения, гиперинфляцию (ликвидации сбережений).
- Как полагает доктор экономики, профессор Гарвардского университета Янош Корнаи, в России произошло развитие «абсурдной, извращённой и крайне несправедливой формы олигархического капитализма»[47]. Руслан Гринберг, член-корреспондент РАН, директор Института экономики РАН также отмечал, что в результате политики Ельцина и реформаторов сформировался «олигархический капитализм»[48].
- Либерализация цен и новая налоговая политика оказали разрушительное воздействие на частное предпринимательство[49]. За 1992 год в России число малых предприятий в сфере производства резко сократилось[49].
- Либерализация цен и либерализация внешней торговли привели к высоким темпам роста цен в российской экономике, а также к кардинальным и негативным для развития экономики изменениям ценовых пропорций[50].
- Тем не менее, ряд экономистов полагает, что причиной экономического подъёма в России (и других странах бывшего СССР) начиная с 1999 года является, прежде всего, переход от плановой к рыночной экономике, осуществлённый в 1990-е годы[51].

### Наука и НИОКР
Во время реформ было резко сокращено финансирование науки и НИОКР. В 1992—1997 годах расходы на науку сократились в 6 раз(6*падение ВВП(~-70℅ за указаный период)). В 1990 году расходы на науку составляли 5,5—6 % ВВП, а в 1992 году — 1,9 %. В издании РАН отмечалось, что это было сознательной установкой:

Резкое сокращение финансирования НИОКР было связано не только с кризисными процессами в экономике. Оно обосновывалось теоретически. Из «экономического детерминизма» следовал вывод (и воплощался на практике в России в первой половине 90-х годов, когда экономические реформы проводились без социальных амортизаторов) о необходимости сокращения бюджетных расходов на образование, медицину, науку и другие отрасли социальной сферы, о достаточности для населения нашей страны обязательного семилетнего образования и т. д.

В годы реформ ухудшился социальный статус научного работника, снизился престиж научного труда. Существенно сократилась оплата труда научных работников. Сотрудник ГУ-ВШЭ Наталия Кутепова отмечает:

Научные сотрудники и члены их семей с начала реформ попали в число бедных слоёв населения. Более 70 % дохода в среднем научным работникам приходилось тратить на покупку минимального набора продуктов и коммунальные платежи, в то время как в промышленности эта доля составляла около 40 %. Таким образом, социальное положение сферы НИОКР ухудшалось с начала реформ более ощутимо по сравнению с положением многих других групп.
 При этом выплата небольших заработков нередко задерживалась.
За два года после начала реформ только в академической науке произошло сокращение численности работников на 32 %. Сокращение численности научных работников было связано, в частности, со снижением оплаты труда, спадом производства на протяжении 90-х годов, структурными сдвигами экономики (сокращением спроса на высокотехнологичную продукцию).
Директор Института США и Канады РАН Сергей Рогов в 2010 году писал:

В результате непродуманных реформ в 1990-е годы значительная часть отраслевой науки была приватизирована и бесследно исчезла. Резко сократилось бюджетное финансирование НИОКР. Уменьшилась почти в три раза численность научных исследователей. Произошла утрата целых научных школ. Сложившаяся ситуация — это результат применения в России неолиберальных экономических концепций, согласно которым любое государственное вмешательство в экономику ведёт к негативным последствиям.
По его словам, «последние двадцать лет мы жили за счёт научно-технологического задела, созданного в Советском Союзе».
Д. э. н. А. Е. Варшавский и д. т. н. О. С. Сироткин считают, что в 1990—1997 годах научный потенциал страны сократился на 35—40 %. Денежная оценка потерь научного потенциала в течение переходного периода (до 1997 года), по их расчётам, составляет, как минимум, 60—70 млрд долларов.

### В отраслях экономики

#### Агропромышленный комплекс
Реформы привели к значительному сокращению объёмов производства в сельском хозяйстве. За годы реформ произошло сокращение посевных площадей, сбора зерна, поголовья скота. Так, за 1990—1999 годы поголовье крупного рогатого скота сократилось с 45,3 до 17,3 млн, поголовье свиней — с 27,1 до 9,5 млн.
Производство зерна за 1990—1999 годы сократилось со 113,5 до 47,8 млн тонн, молока — с 41,4 до 15,8 млн тонн. Площадь сельскохозяйственных угодий сократилась с 202,4 до 152,7 млн га, посевная площадь — с 112,1 до 73,0 млн га.
В результате либерализации цен и приватизации предприятий замыкающей стадии агропромышленного производства (хранение, переработка и транспортировка сельхозпродукции), которые являются региональными монополистами, в первые же годы c начала реформ розничные цены на мясо и молоко выросли примерно в 4 раза больше, чем мясокомбинаты, молокозаводы и посредники платили сельским жителям.
В годы реформ власти проводили раздробление и изменение организационного типа большинства крупных сельскохохяйственных предприятий (колхозов и совхозов).
В животноводстве происходил регресс в технологии и санитарии. В «Государственном докладе о состоянии здоровья населения Российской Федерации в 1992 году» (М., 1993) отмечалось: «Настораживает расширение ареала синантропного трихинеллёза и увеличивающееся число заражающихся… Заболеваемость трихинеллёзом, имеющая вспышечный характер, регистрировалась в 40 административных территориях Российской Федерации. Все вспышки трихинеллёза возникли в результате бесконтрольной торговли свининой подворного убоя без проведения санитарно-ветеринарной экспертизы… Прогноз по заболеваемости населения гельминтозами неблагоприятный. Отсутствие лечебных средств сводит на нет многолетние усилия учреждений здравоохранения и санитарно-эпидемиологической службы по оздоровлению очагов гельминтозов. Развитие и интенсификация индивидуальных хозяйств (частное свиноводство, выращивание овощей, зелени, ягодных культур с использованием необезвреженных нечистот для удобрения) приводит к загрязнению почвы, овощей, ягод, инвазии мяса и мясопродуктов».

#### Транспорт
В докладе Межгосударственного совета по антимонопольной политике от 2008 года отмечалось:

До начала 90-х годов XX века авиационное сообщение в бывшем СССР развивалось очень высокими темпами, и в 1989 году показатели находились на уровне развитых стран. Экономический и политический кризис в 90-е годы привёл к резкому сокращению авиаперевозок. В это время произошло примерно четырёхкратное сокращение как объёмов перевозки пассажиров, так и пассажирооборота. Основной спад пришёлся на начало 90-х годов.

### Социальные последствия

#### Ухудшение здоровья и рост смертности

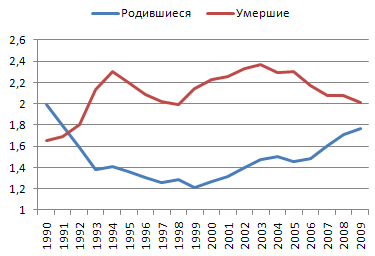
Число родившихся и умерших в России в 1990—2009 годах

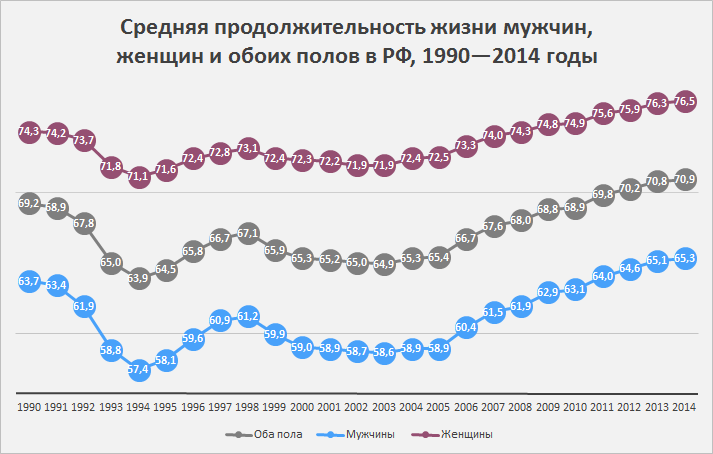
Средняя продолжительность жизни в России в 1990—2014 годах

В 1990-е годы произошли значительное ухудшение здоровья населения и рост смертности. Так, в докладе Комиссии по вопросам женщин, семьи и демографии при Президенте Российской Федерации «О современном состоянии смертности населения Российской Федерации» отмечалось: «С 1989 года по 1995 год число умерших увеличилось в России с 1,6 млн человек в 1989 году до 2,2 млн человек в 1995 году, то есть в 1,4 раза». В докладе говорилось: «Беспрецедентный рост смертности населения России в 1990-е годы проходит на фоне резкого ухудшения здоровья населения». Как отмечалось в докладе, на ситуацию повлияли долговременные и современные факторы. Доклад резюмировал, что «наиболее ощутимой жертвой негативных сторон реформирования общества» стало население и его здоровье. В основе скачкообразного и обвального роста смертности в 1990-е годы лежало ухудшение качества жизни большинства населения, связанное с затяжным социально-экономическим кризисом: ростом безработицы, длительными задержками выплаты заработной платы, пенсий, социальных пособий, ухудшением качества питания, снижением доступности социальных услуг, затяжным психологическим стрессом, неуверенностью в своём будущем и будущем детей, ростом криминализации, алкоголизма и алкоголизации общества в целом как реакции на устойчивое чувство незащищённости и неуверенности, наркомании.
Директор Института социально-экономических проблем народонаселения Наталья Римашевская, обобщая исследования медиков, отмечала, что «реформы, безусловно, нанесли ущерб состоянию здоровья людей, спровоцировав рост смертности прежде всего трудоспособного населения». Главную причину ухудшения демографического воспроизводства она видит не в инерционности демографических процессов, а в «существенном снижении качества условий и уровня жизни, социальных напряжениях и нестабильности, непреодолимых трудностях адаптации перехода к рынку».
Наиболее негативным последствием системного, прежде всего экономического кризиса в России явился рост смертности населения. В 1990-х годах число умерших превысило уровень 1980-х годов на 4,9 млн человек, а по сравнению с семидесятыми годами возросло на 7,4 млн. Если взять возрастные показатели смертности населения в 1980-х годах и числа умерших в тех же возрастах в 1990-х, то можно получить излишек умерших в последнем десятилетии в сравнении с предшествующим. Этот излишек, а вернее сверхсмертность, в 1991—2000 годах составила примерно 3—3,5 млн человек, а вместе с потерями, приходящимися на трёхлетие XXI века, — около 4 млн человек. Исследователь Университета Джавахарлала Неру Утса Патнаик считает, что избыточная смертность в 4 млн человек была достигнута к 1996 году, то есть за 5 лет. Для сравнения д.э.н. из ИСПИ РАН Л. Л. Рыбаковский приводит данные, что сверхсмертность в годы Великой Отечественной войны, включая гибель населения в блокадном Ленинграде, составила примерно 4,2 млн человек. Среди умерших в мирные девяностые годы возросла доля предотвратимых в других социально-экономических условиях смертей. 
Ежегодная смертность трудоспособного населения возросла почти с 49 до 58 человек на тысячу в 1992 г. по сравнению с 1990 г., а к 1994 г. достигла 84 человек в год на тысячу населения. Средняя продолжительность жизни мужчин в России снизилась почти на 6 лет. 
При этом сокращение рождаемости в 1990-х годах было столь значительным, что также уместны аналогии с Великой Отечественной войной. Такие условия привели к тому, что Государственная дума включила демографический кризис в качестве пункта в голосовании по импичменту президента Бориса Ельцина в мае 1999 года как геноцид российского народа. Если в 1980—1989 годах в России родилось 23 525 456 детей, то уже в 1990—1999 годах только 14 594 638 детей, то есть падение составило почти 8 930 818 человек, или на 38 % (в 1987—1999 годах рождаемость снизилась с 2,5 до 1,215 миллиона детей в год). Смертность в те же периоды времени составляла 15 и около 20 миллионов человек, таким образом, естественный прирост в 1980—1989 годах составил 8 миллионов человек, а уже естественная убыль в 1990—1999 годах составила более 4 миллионов человек.
Так называемая «шоковая терапия», направленная на установление капитализма по совету западных экспертов, привела к катастрофическому падению ВВП в бывших социалистических государствах в период с 1990-го по 1996 год. Уровень ВВП в России и Украине к 1996 году был наполовину или меньше по сравнению с десятилетием ранее, а в Грузии, которая пострадала больше всего, ВВП снизился до одной пятой от уровня 1985 года. Никогда в мирное время мы не видели такого всеобъемлющего разрушения производственных мощностей и экономики, из-за полностью неправильной макроэкономической политики, рекомендованной иностранными экспертами и проводимой местными политиками", - отмечает исследователь Университета Джавахарлала Неру Утса Патнаик.

#### Ухудшение питания
За годы реформ сократилось потребление ряда важнейших продуктов питания. Главный научный сотрудник Института экономики РАН Ренальд Симонян, характеризуя изменение питания за годы реформ, говорит о резком ухудшении его структуры, недостатке белков и витаминов.
В СССР во второй половине 1980-х годов потребление мяса и мясопродуктов увеличилось с 67 кг в 1985 году до 75 кг в 1990 году (при физиологическом минимуме — 26,6 кг и норме сбалансированного питания — 78 кг на человека в год). В течение 1990-х годов оно быстро снижалось и к 1999—2000 годам упало до 45 кг, или в 1,7 раза. Потребление рыбы и рыбопродуктов в начале 1990-х годов сократилось вдвое и затем оставалось на уровне 10 кг в год (что меньше минимального размера потребления). Потребление молока и молочных продуктов сократилось за 1990-е годы в 1,8 раза. Увеличилось потребление хлеба и картофеля.
В Государственном докладе «О состоянии здоровья населения Российской федерации в 1999 году» говорилось, что «структура питания населения характеризуется продолжающимся снижением потребления биологически ценных продуктов питания». Социолог Леонид Гордон писал, что в 90-е годы у большинства населения произошёл возврат от «мясо-молочно-овощного» типа питания, достигнутого в последние десятилетия в СССР, к нищенскому «хлебно-картофельному» типу, характерному для сталинского времени. Главной причиной этого стала «деградация оплаты труда и пенсионного обеспечения».
Академик РАМН Борис Величковский отмечал: «Ведущим фактором в детской и молодёжной возрастных группах является недостаточное питание. Отсутствие полноценного питания привело к тому, что в 1999 году 10 % призывников отличались дефицитом веса; более 40 % беременных женщин страдали анемией, а большинство детей и молодёжи не получало необходимого набора пищевых веществ и витаминов».
Социолог Сергей Кара-Мурза обращал внимание, что общий спад потребления продуктов распределился неравномерно среди разных групп населения. Больше всего пострадали группы с небольшими доходами: «В этой части населения потребление самых необходимых для здоровья продуктов упало до крайне низкого уровня, при котором начинаются физиологические изменения в организме и деградация здоровья. В результате реформ произошло резкое расслоение населения РФ по типу питания — не только в качественном, но и в количественном отношении. В обедневшей части населения возникло массовое недоедание». Так, в 1997 году 20 % населения с самыми низкими доходами потребляли мяса 26 кг в год, молока — 130 кг в год, овощей — 44 кг в год на человека. По оценкам Ренальда Симоняна, доля населения, питание у которого упало до уровня физиологической деградации, достигает 30 %.
Кроме того, в результате реформ значительная часть продуктов питания, поступавших в торговлю, была фальсифицирована.

#### Рост преступности

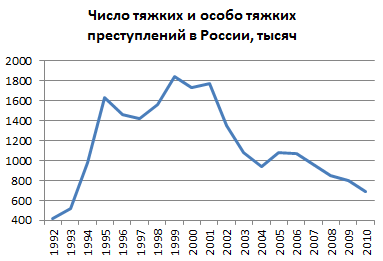
Динамика числа тяжких и особо тяжких преступлений в России в 1992—2010 годах, в тысячах

Либеральные реформы 1990-х, как отмечают исследователи, вызвали значительный рост преступности в России. Факторами роста преступности являлись, в частности, обнищание населения, ослабление правоохранительных структур (милиции) и судебной системы в результате недофинансирования, ослабление моральных норм.
Серьёзную роль в жизни страны стала играть организованная преступность. Преступники стали более агрессивными и жестокими, возросло число повторно совершённых преступлений (рецидивов). Доля безработных среди осуждённых преступников за 1990—1999 годы выросла с 17 до 56 %.
В издании ИСЭПН РАН говорилось, что в советское время преступность была на «довольно низком уровне», а рыночные реформы повлекли её рост. Опросы общественного мнения показывали, что население утрачивало чувство защищённости от преступных посягательств: так, в 1993—1994 годах доля людей, сильно обеспокоенных ростом преступности, выросла до 64—68 %.
Издание констатировало: «В постсоветские времена большинство граждан страны жило в состоянии постоянного беспокойства за свою жизнь, имущество, жизнь родных и близких».
В 1991—1999 годы, по данным МВД, погибло в результате различных преступлений более 740 тысяч человек. При этом специалисты отмечают высокий уровень латентной преступности: реальное число преступлений было гораздо выше официальных данных статистики. Это происходило из-за того, что потерпевшие или свидетели по разным причинами не обращались в милицию, кроме того, милиция сама старалась занижать число преступлений. Реальное число преступлений могло быть выше в два раза.
Как отмечалось в издании, деформация деятельности правоохранительных органов была вызвана, в первую очередь, «либеральной стратегией реформирования», проводимой властями в 90-е годы. Слом прежней экономической системы, перераспределение госсобственности в частную и другие реформы не учитывали необходимость защиты прав большинства населения посредством сильных правоохранительных органов: «напротив, для проведения реформ в интересах узкой группы людей выгодно было как раз ослабить, поставить в зависимое положение органы правопорядка». Были изменены условия труда работников правоохранительных органов, сокращено финансирование и произошло резкое снижение зарплаты. Негативными результатами этого стали резкое снижение качества кадров в связи с оттоком профессионалов и коммерциализация правоохранительных органов. Как подчёркивали учёные, «за годы реформ произошла дискредитация самого института милиции в глазах населения, между милицией и населением страны сложилась острая конфликтная ситуация».

#### Расслоение по доходам
Диспаритеты между секторами экономики, возникшие в результате либерализации и обвальной приватизации, привели к быстрому росту дифференциации доходов населения.
При этом, как отмечал академик Д. С. Львов, от реформ малообеспеченные граждане проиграли в наибольшей степени.
Под влиянием «шоковой терапии» уровень жизни населения упал по меньшей мере в два раза и достиг уровня 1913 года.

## Критика
Председатель Конституционного Суда России Валерий Зорькин утверждал, ссылаясь на данные РАН, что, помимо «ловушки неравенства», на фоне появления сверхбогатых людей, «за годы реформ самые бедные стали в два раза беднее, а в целом 80 % населения в материальном плане от реформ больше потеряли, чем приобрели».
Говоря о российских реформаторах и результатах их политики, профессор Колумбийского университета и лауреат Нобелевской премии по экономике Джозеф Стиглиц отмечал: «Величайший парадокс в том, что их взгляды на экономику были настолько неестественными, настолько идеологически искажёнными, что они не сумели решить даже более узкую задачу увеличения темпов экономического роста. Вместо этого они добились чистейшего экономического спада. Никакое переписывание истории этого не изменит».
В издании «Белая книга. Экономические реформы в России 1991—2001» С. Ю. Глазьев и С. А. Батчиков пишут, что «…за годы реформы страна по уровню социально-экономического развития оказалась отброшенной на десятилетия назад, а по некоторым показателям — в дореволюционный период. Никогда за обозримый период, даже после разрушений от гитлеровского нашествия, не наблюдалось столь продолжительного и глубокого снижения уровня производства почти во всех отраслях отечественной экономики»
Экономический советник Гайдара Джеффри Сакс позднее говорил: «Главное, что подвело нас, это колоссальный разрыв между риторикой реформаторов и их реальными действиями… И, как мне кажется, российское руководство превзошло самые фантастические представления марксистов о капитализме: они сочли, что дело государства — служить узкому кругу капиталистов, перекачивая в их карманы как можно больше денег и поскорее. Это не шоковая терапия. Это злостная, предумышленная, хорошо продуманная акция, имеющая своей целью широкомасштабное перераспределение богатств в интересах узкого круга людей».
В 2007 году социолог Наоми Кляйн представила результаты социологического расследования последствий шоковой терапии в экономике, привела «сравнительный анализ между опытами по введению человека в состояние шока при помощи шоковой терапии в медицине и шоковой терапии в экономике, которую экономисты Милтон Фридман, Джеффри Сакс проводили в отношении СССР и в других странах для углубления ситуации с кризисом и развития в этих странах гуманитарной катастрофы».

## В произведениях искусства
- Удачи вам, господа! (1992)
- Россия 1985-1999: TraumaZone — документальный, реж. Адам Кёртис (2022, ВВС)